# Stuff White People Like
Stuff White People Like (SWPL) là một trang blog châm biếm hài hước đả kích người da trắng ở Bắc Mỹ thuộc phe cánh tả, dân thành phố, và dân da trắng. Blog này được tạo ra vào tháng Giêng năm 2008 bởi một người da trắng Canada, Christian Lander, một nhà văn viết quảng cáo Los Angeles đã lớn lên ở Toronto và tốt nghiệp Đại học McGill ở Montreal. Lander đồng tác giả trang này với người bạn người Philipines Canada là Myles Valentin, sau khi Valentin trêu Lander vì xem bộ phim truyền hình The Wire của hãng HBO. Blog của Lander đã trở nên phổ biến rất nhanh chóng, đăng ký trên 300.000 lượt truy cập hàng ngày và hơn 40 triệu lượt truy cập vào cuối tháng 9 năm 2008.
Mặc dù blog "đã thúc đẩy một cuộc nổi dậy từ những người coi nó là xúc phạm và phân biệt chủng tộc", nó không phải là về lợi ích của tất cả mọi người da trắng, mà là một khuôn mẫu của người da trắng Bắc Mỹ giàu ý thức về môi trường và xã hội, chống lại công ty thường có bằng cấp về nghệ thuật tự do. Lander tuyên bố là ngụy tạo các phiên bản hiện đại của nền văn hoá thời bấy giờ / và hip hop, và nói đến các lớp học khác và các nền văn hoá nhỏ của người da trắng là "loại người da trắng". Mặc dù lãnh thổ của Lander có mối liên hệ châm biếm, Lander đã quan tâm đến những người mà ông mô tả bằng tình cảm và tự cho mình là một trong số họ, mô tả mình là "một người tự biết, cánh tả, người không sợ nhận ra điều ích kỷ và mâu thuẫn ở bên trái". Cách viết tắt "SWPL" đã được thông qua trong một số vòng tròn như một thuật ngữ viết tắt (thường là tẩy xoá) cho loại người được miêu tả trên blog.
Cuốn sách (Những người da trắng như: Hướng dẫn quyết định đến Hương vị độc đáo của Hàng hiệu) được phát hành vào ngày 1 tháng 7 năm 2008. Lander được liệt kê là tác giả duy nhất của cuốn sách, although some of its content comes from the blog posts written by Valentin. mặc dù một số nội dung của nó xuất phát từ các bài đăng blog viết bởi Valentin. Cuốn sách vẫn nằm trong danh sách bán chạy nhất của The New York Times trong nhiều tháng. Lander được cho là đã nhận được khoản tiền 300.000 đô la của Random House, nhà xuất bản của cuốn sách. Anh đã phát hành một phần tiếp theo của bộ phim Whiter Shades of Pale: The Stuff White People, Coast to Coast từ Áo len của Seattle đến Maine's Microbrews) vào ngày 23 tháng 11 năm 2010.